# Edlin
EDLIN, un semplice editor di linee di file testuali (da cui l'acronimo), era l'unico editor di testo fornito da MS-DOS prima della versione 5.0, quando venne soppiantato dall'editor a pieno schermo EDIT. EDLIN è ancora disponibile nei sistemi operativi Windows, almeno fino a Windows Server 2003 e Windows XP.  A differenza di molti altri comandi esterni, non è stato convertito in una applicazione Win32 nativa.
Ha un'interfaccia rudimentale a riga di comando, simile a quella di QED o ed. Questo tipo di interfaccia lo rende utilizzabile anche all'interno di script.
EDLIN venne creato da Tim Paterson in due settimane nel 1980, per il sistema operativo QDOS (in seguito acquisito da Microsoft come base per l'MS-DOS). Nel file quick.txt del codice sorgente di MS-DOS 2, EDLIN viene descritto come "Ridiculous editor". Gregory Pietsch ha scritto un clone open source di EDLIN, disponibile come parte del progetto FreeDOS.
Questo l'elenco completo dei comandi utilizzabili per l'editing all'interno della command line di EDLIN (nella versione per sistema operativo Windows XP):
(dopo ogni comando è necessario il return)
- Editing della singola riga: numero riga
- Append: [numero righe]A
- Cerca: [riga inizio][,riga fine][?]S[testo]
- Copia: [riga inizio],[riga fine],riga-target[,#volte]C
- Delete: [riga inizio][,riga fine]D
- End (salvataggio modifiche): E
- Inserimento: [riga]I
- List: [riga inizio][,riga fine]L
- Move: [riga inizio][,riga fine],riga-target M
- Page: [riga inizio][,riga fine]P
- Quit (cancellazione modifiche):Q
- Replace: [riga inizio][,riga fine][?]R[testo da rimpiazzare][CTRL+Znuovo testo]
- Salva:[#righe]W
- Trasferisci:[riga-target]T[drive:][path]filename